# Alpa Shah
Alpa Shah est une anthropologue sociale, ethnologue et écrivaine britannique spécialisée dans l'Asie du Sud. Elle est professeure d'anthropologie à la London School of Economics et auteure du livre Le Livre de la jungle insurgée : Plongée dans la guérilla Naxalite en Inde, finaliste du prix Orwell d'écriture politique 2019.
Shah a écrit pour des journaux et des magazines au Royaume-Uni, aux États-Unis et en Inde, notamment le New Statesman, Foreign Policy, New York Review of Books, The Times of India et Hindustan Times. Shah a également réalisé un documentaire radiophonique sur le Corridor rouge en Inde pour Crossing Continents de la BBC Radio 4, rapporté pour From Our Own Correspondent de la BBC Radio 4, et co-organisé une grande exposition photographique Behind the Indian Boom.

## Biographie

### Enfance et éducation
Shah a grandi à Nairobi, au Kenya, dans une famille indienne gujarati jusqu'à ce qu'elle déménage avec sa grand-mère, ses parents et ses sœurs en Angleterre à l'âge de 15 ans. Elle y obtient un honours degree en géographie au Newnham College de l'université de Cambridge en 1997, puis rejoint la London School of Economics pour entreprendre un master puis un doctorat en anthropologie sociale, qu'elle achèvera en 2004.

### Enseignement et recherche
À l'issue de son doctorat, Shah a immédiatement enseigné à Goldsmiths, Université de Londres en tant que maître de conférences en anthropologie. En 2013, Shah est revenue en tant qu'enseignante chercheuse à son alma mater, le département d'anthropologie de la London School of Economics, elle y est titularisée professeure en 2021. À la London School of Economics, Shah a été étroitement impliquée dans la création de l'International Inequalities Institute où elle mène un groupe de recherche sur les économies mondiales des soins. Shah était une amie proche et  collègue de l'anthropologue David Graeber jusqu'à sa mort prématurée en 2020.
Pendant quatre ans et demi, Shah mène un travail de terrain anthropologique à long terme dans l'est de l'Inde, parmi les Adivasis, autochtones des jungles, forêts et montagnes des états du Jharkhand, du Bihar ou de l'Andhra Pradesh. Là, dans les forêts vallonnées des Adivasis, Shah a découvert les guérilleros naxalites-maoïstes sur lesquels elle a poursuivi ses études, son travail de terrain et ses écrits.
Shah est l'auteur de nombreux articles universitaires et de trois ouvrages portants sur de nombreux sujets tels que les droits des autochtones, l'environnementalisme, la citoyenneté et la révolution, les inégalités, la pauvreté, les migrations saisonnière, le changement agraire, l'éducation, le développement et la corruption, et la démocratie. Elle a reçu plusieurs bourses importantes du Conseil de la recherche économique et sociale du Royaume-Uni, de la British Academy, du Conseil européen de la recherche de l' Union européenne et de la Fondation Wenner Gren.

## Distinctions
Son ouvrage, Le Livre de la jungle insurgée: Plongée dans la guérilla Naxalite en Inde a été en 2019 finaliste du prix Orwell d'écriture politique, finaliste du prix de la New India Book Foundation, sélectionné pour le Tata Literature Live Non-Fiction Award et lauréat en 2020 du Prix littéraire de l'Association pour l'anthropologie politique et juridique dans la catégorie Anthropologie critique. Le Livre de la jungle insurgée a également été nommé parmi les livres de l'année 2018 pour le New Statesman, History Workshop, Scroll India et pour The Hindu.
Shah a pris part lors de plusieurs conférences prestigieuses, dont la Conférence commémorative Malinowski en 2012, destinée aux jeunes anthropologues de renom, la Conférence Willem Wertheim en 2019 à l'Université d'Amsterdam, la conférence annuelle d'or 2019 en anthropologie et en 2021 à la première Conférence en mémoire de David Graeber. Elle a été écrivain en résidence à l'Université d'Otago en Nouvelle-Zélande et chercheuse invitée à l'université Jawaharlal-Nehru à Delhi, à l'Université de Delhi ainsi qu'à l'Université Tribhuvan à Katmandou.

## Ouvrages
- 2010 : In the Shadows of the State : Indigeous Politics, Environmentalism and Insurgency in Jharkhand, India. Durham (N.C.) and London: Duke University Press. Delhi: Oxford University Press.
- 2017 : Ground Down by Growth : Tribe, Caste, Class and Inequality in 21st Century India. (co-écrit avec Jens Lerche, Richard Axelby, Dalel Benbabaali, Brendan Donegan, Jayaseelan Raj et Vikramaditya Thakur). London: Pluto Press; Delhi: Oxford University Press (traduit en Hindi).
- 2018 : Nightmarch: Among India's Revolutionary Guerrillas. Londres : Hurst; Chicago : University of Chicago Press; New Delhi: HarperCollins. (traduit en italien, français, hindi et bengali) ; traduction française Le Livre de la jungle insurgée: Plongée dans la guérilla Naxalite en Inde sorti en 2022 et traduit par Célia Izoard aux Dernière Lettres éditions.